# Консервный нож

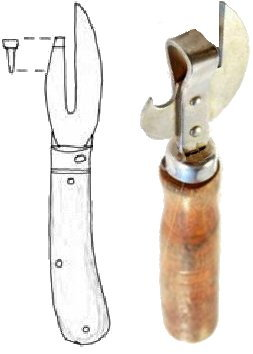
Дизайн консервного ножа Йетс, Роберт (изобретатель) 1855 год (слева) и подобный консервный нож, производившийся в СССР

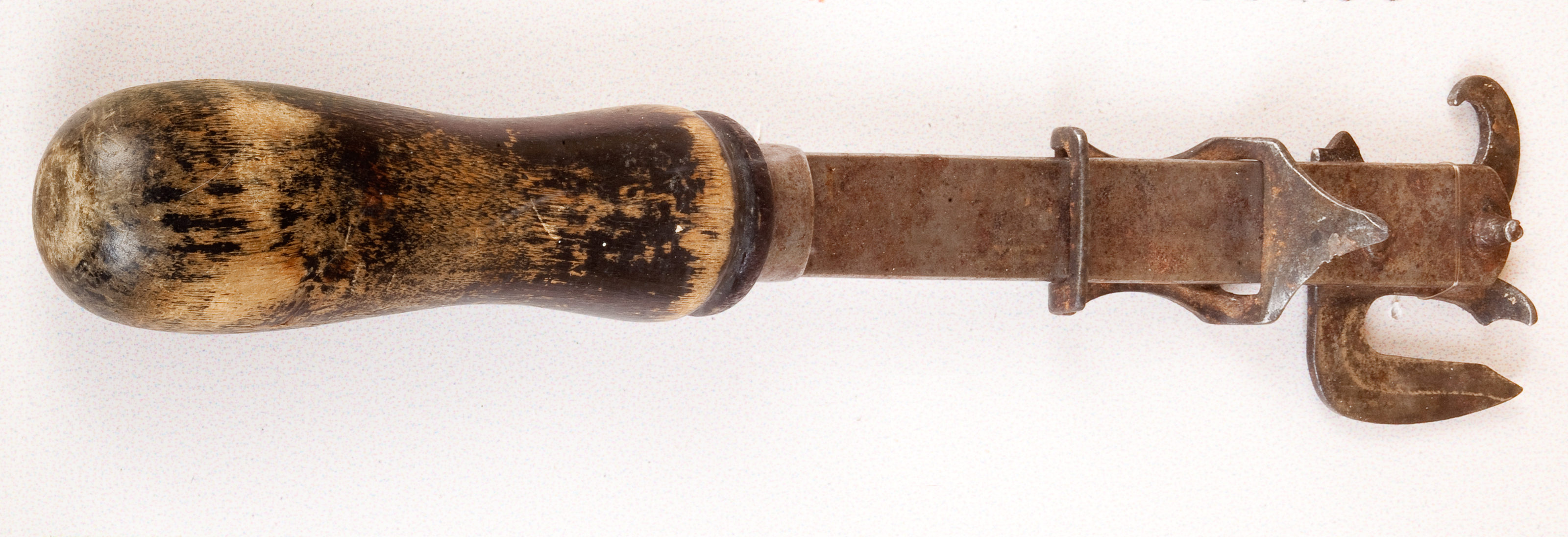

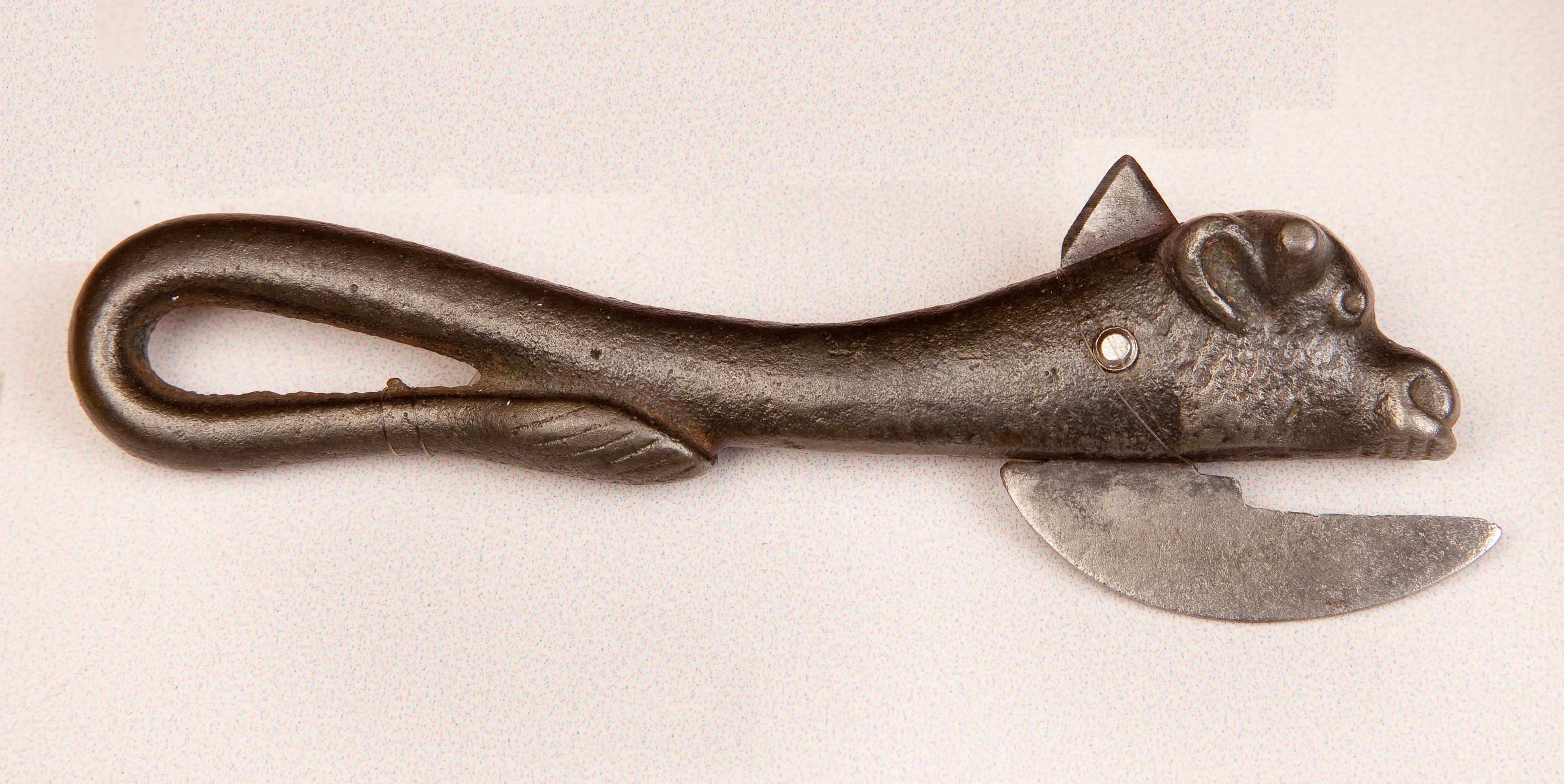

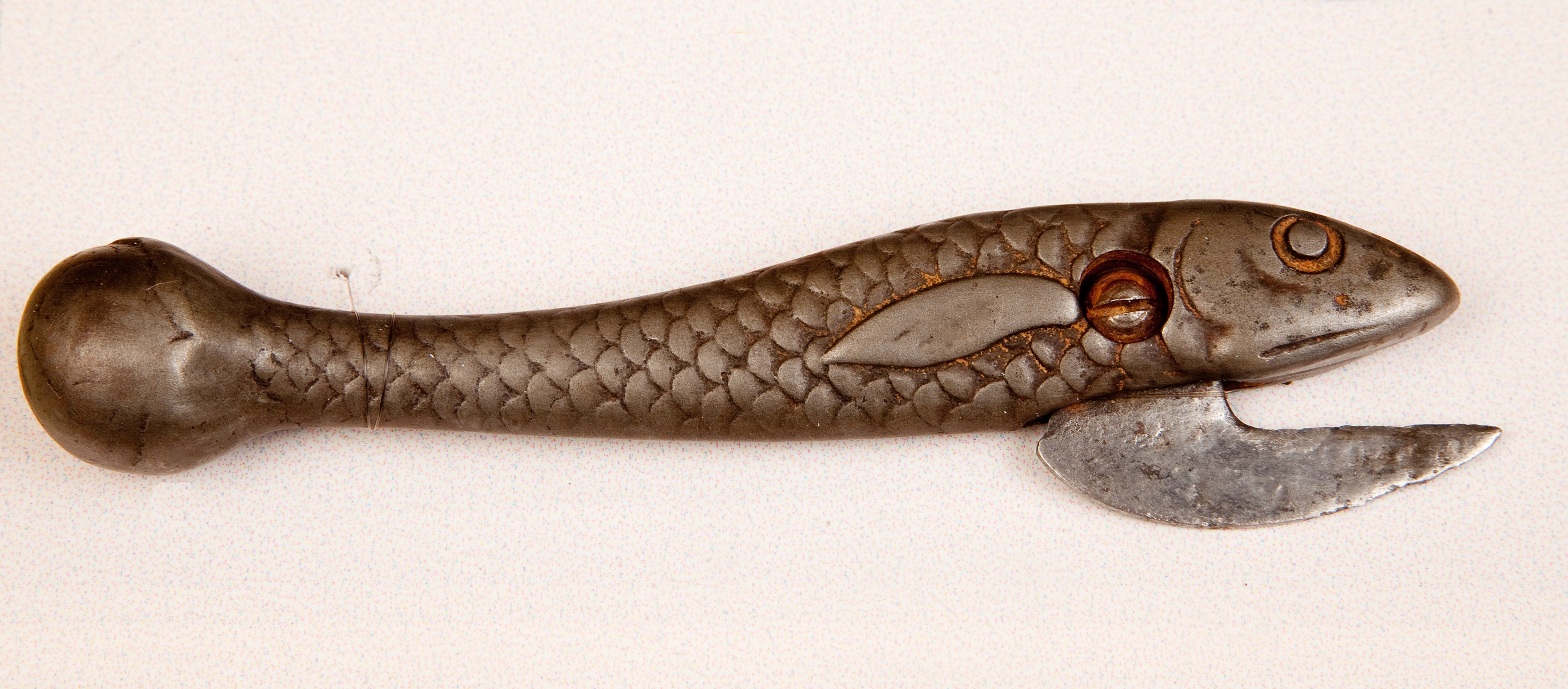

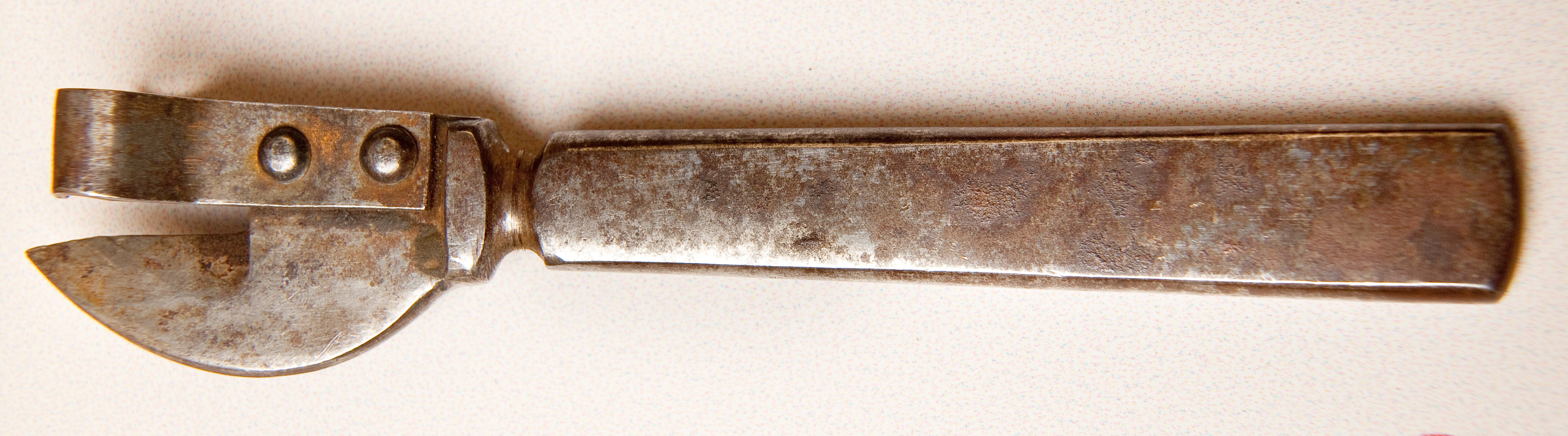

Консервный нож, также консервовскрыва́тель — приспособление для открытия жестяных консервных банок.
Хотя сохранение пищевых продуктов с помощью консервных банок известно ещё с 1772 года (способ консервирования в жестяных банках был запатентован в 1825 году), первое устройство для их открывания было запатентовано лишь в 1855 году в Англии, а в Соединённых Штатах — в 1858 году. Первые консервные ножи представляли собой в основном вариации обычного ножа, хотя с 1855 года их дизайн менялся. Первый консервный нож, в конструкции которого появилось вращающееся режущее колёсико, был изобретён в 1870 году, но был сочтён слишком неудобным для обычного потребителя. Прорыв в дизайне консервных ножей произошёл в 1925 году, когда в их конструкцию было добавлено второе колёсико, зубчатое, позволявшее фиксировать режущее колёсико на верхней части банки. Этот простой в использовании дизайн стал одним из самых популярных в моделях консервных ножей. Во время Второй мировой войны были разработаны специальные консервные ножи для военных, такие как американские Р-38 и Р-51. Они являются надёжными и простыми конструкциями, в которых благодаря складным режущим лезвиям и отсутствию ручки размеры ножа значительно уменьшены. В конце 1950-х годов на рынке появились электрические консервные ножи, начавшие пользоваться популярностью у покупателей. В настоящее время консервные ножи существуют в разнообразных видах — от самых простых и карманных ножей до электрических. Развитие дизайна консервных ножей продолжается, появляются новые их типы, например, модели с добавлением функции бокового резания.

## Изобретение рычажных ножей
До изобретения специального устройства в инструкциях к консервным банкам указывалось, что их следует вскрывать по краю крышки с помощью долота и молотка. Первые консервные ножи появились в 1850-х годах, имели примитивную «когтевидную» форму и рычажный принцип действия. В 1855 году Роберт Йетс, производитель столовых приборов и хирургических инструментов из Мидлсекса (Великобритания), разработал первый вариант подобного «когтевидного» ручного ножа, которым вскрывалась верхняя часть металлической банки.
В 1858 году в США Эзра Уорнер из штата Коннектикут запатентовал рычажный вариант ножа более сложной формы. Он состоял из острого лезвия, которое втыкалось в верхнюю часть банки и резало её по длине окружности, при этом специальный элемент не давал лезвию погрузиться в банку слишком глубоко. Данный вариант ножа состоял из нескольких частей, которые в случае износа могли быть заменены; была возможна в том числе замена лезвия. Ножи этого типа использовались армией Союза во время Гражданской войны в США, однако из-за открытого серповидного лезвия были признаны слишком опасными для домашнего использования. Первый консервный нож для домашнего использования, названный «ножом с бычьей головой», появился в 1865 году и поставлялся вместе с банками маринованной говядины. Он изготавливался из чугуна и по принципу изготовления был аналогичен варианту Йетса, но имел более эстетичный внешний вид (в частности, рукоятка изготавливалась в виде бычьей головы); эта модель положила начало улучшению внешнего вида консервного ножа. Ножи такого типа производились до 1930-х годов.

## Изобретение ножей с вращающимся колёсиком

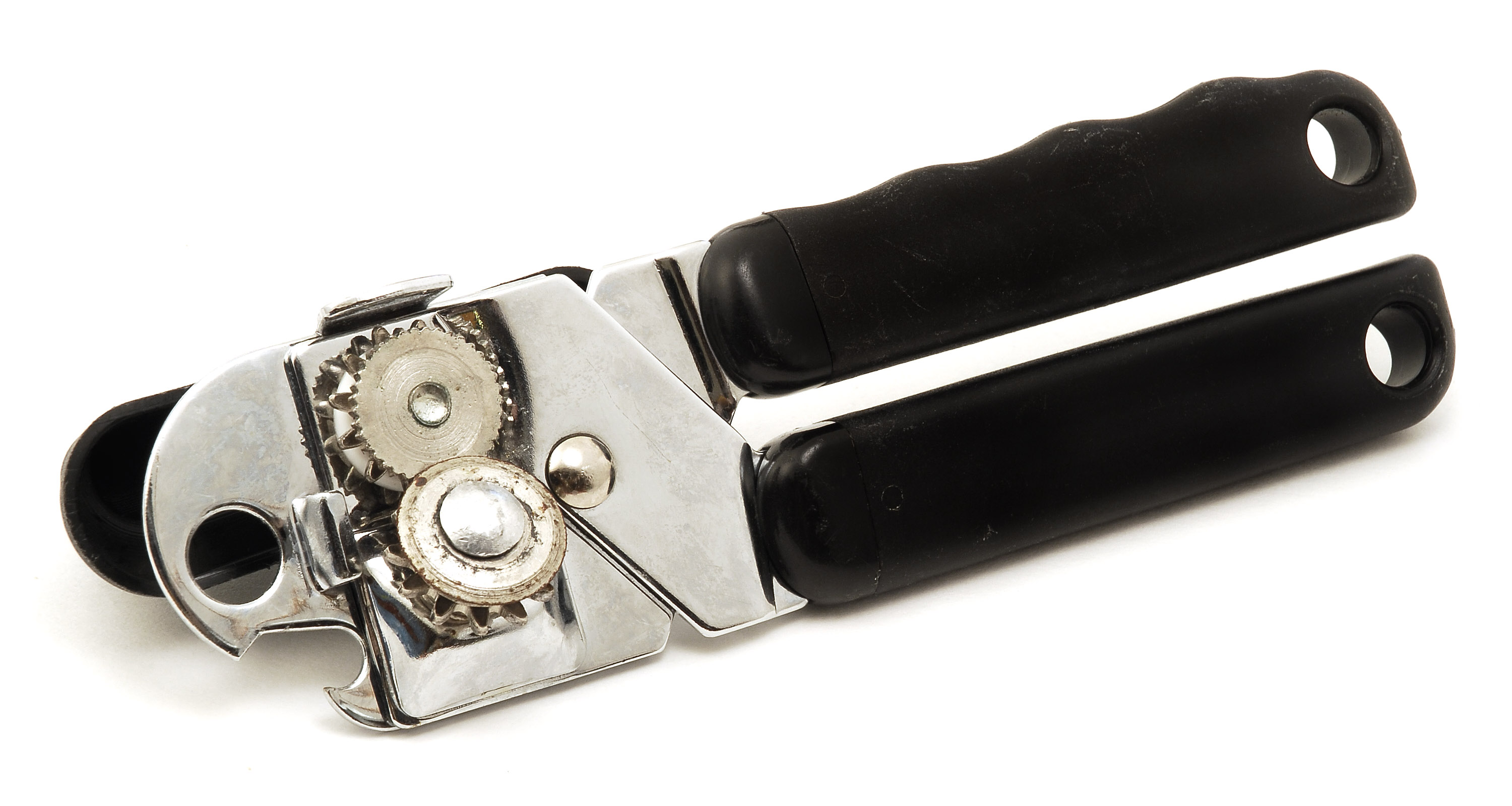
Консервный нож с вращающимся колёсиком

Первый нож с вращающимся колёсиком был запатентован в июле 1870 года Уильямом Лайманом из Меридена, штат Коннектикут, а в 1890-х годов начал серийно производиться фирмой Баумгартенов. Лезвие ножа пробивало центр крышки банки, затем регулировалась длина рычага и происходило его закрепление. Верхняя часть банки срезалась по краю путём помещения туда режущего колёсика и его перемещения по окружности. Необходимость прокола банки в центре не позволила данной модели получить популярность на рынке. В 1925 году модель Лаймана была усовершенствована одной из фирм Сан-Франциско путём добавления в неё второго колёсика, зубчатого, позволившего фиксировать край банки. В 1931 году появился вариант консервного ножа, избавлявшего человека от необходимости придерживать при открывании саму банку рукой или каким-либо приспособлением. Первая такая модель была запатентована в Канзас-Сити, Миссури; она включала в себя ручки, похожие на современные плоскогубцы, плотно обжимавшие банку, а поворот ключа приводил к перемещению режущего колёсика, постепенно срезавшего крышку по окружности. В этой конструкции также имелось и зубчатое колёсико.

## Электрические ножи

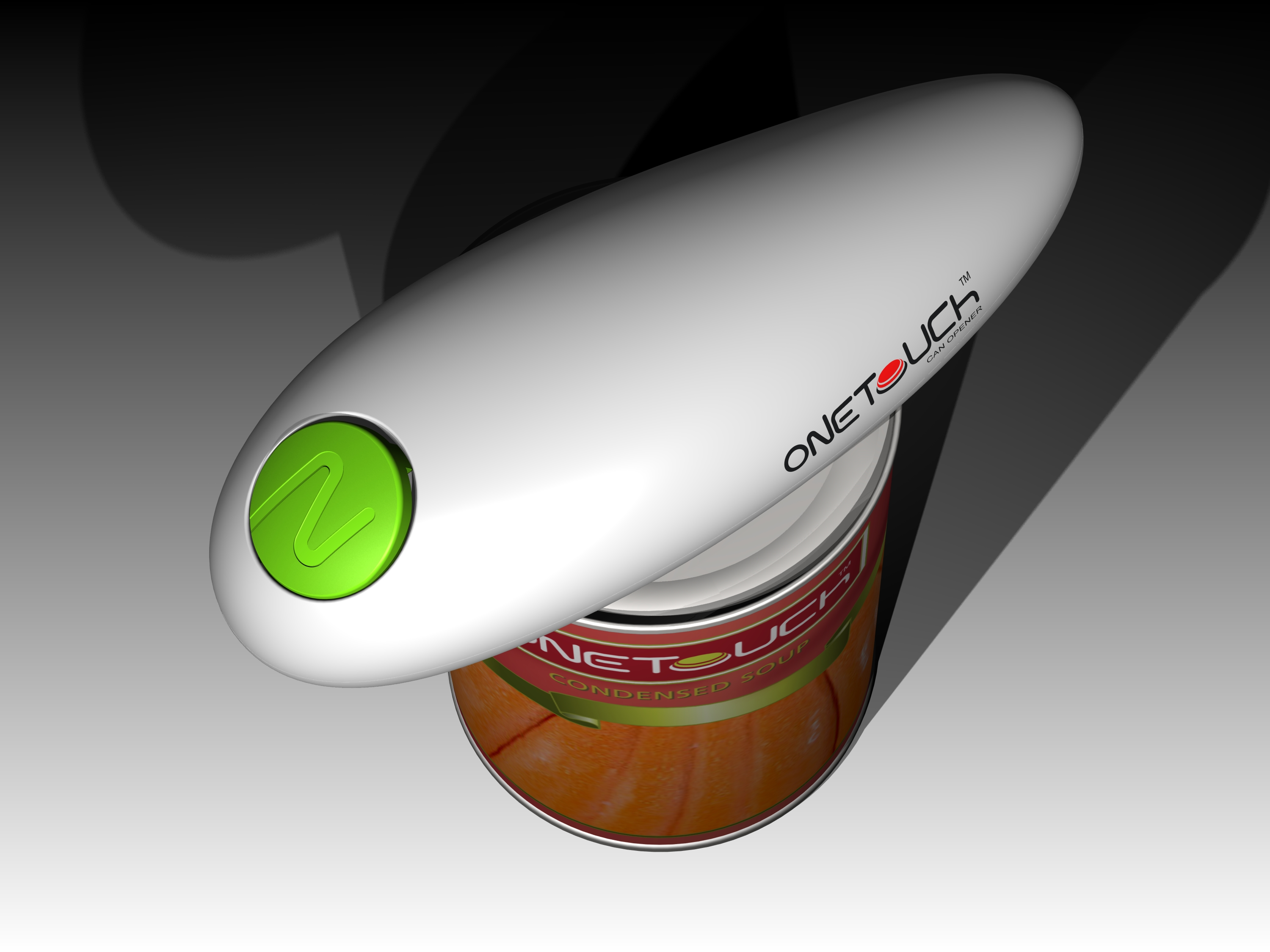
Консервный нож на батарейках

Первый электрический консервный нож был запатентован в 1931 году и был смоделирован на основе варианта с режущим колёсиком. Такие ножи активно рекламировались в 1930-е годы как якобы способные вскрывать двадцать банок за минуту без какого-либо риска получения травмы, однако большого успеха на рынке не имели.
В 1956 году появился настенный электрический вариант консервного ножа, но эта сложная модель также не пользовалась популярностью. Вместе с тем в том же году Уолтер Хесс Бодл запатентовал устройство, сочетающее в себе функции электрического консервного ножа и заточки, которое начали производить к Рождеству в Лос-Анджелесе и которое сразу же получило широкую известность.

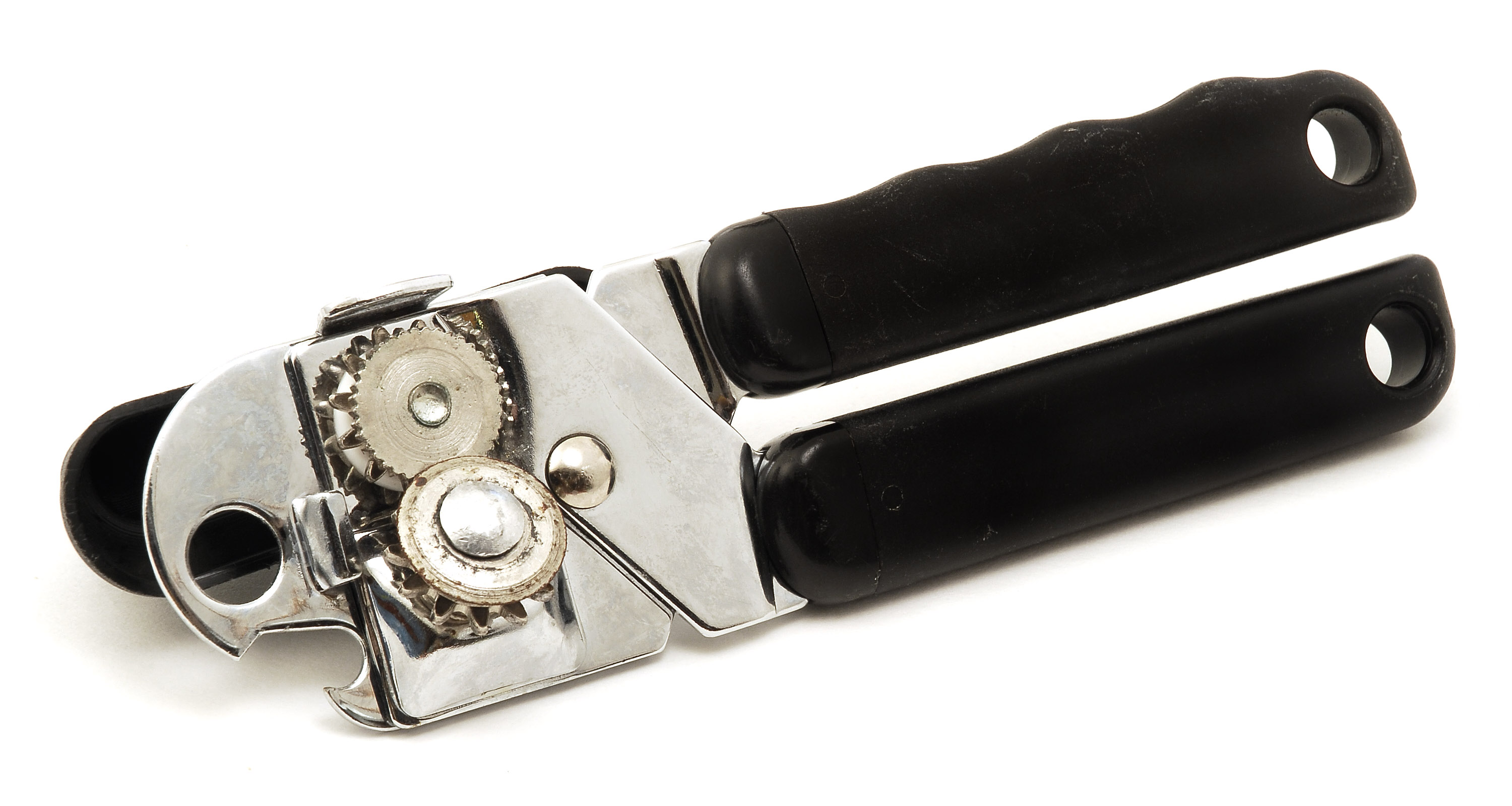
Современный консервный нож
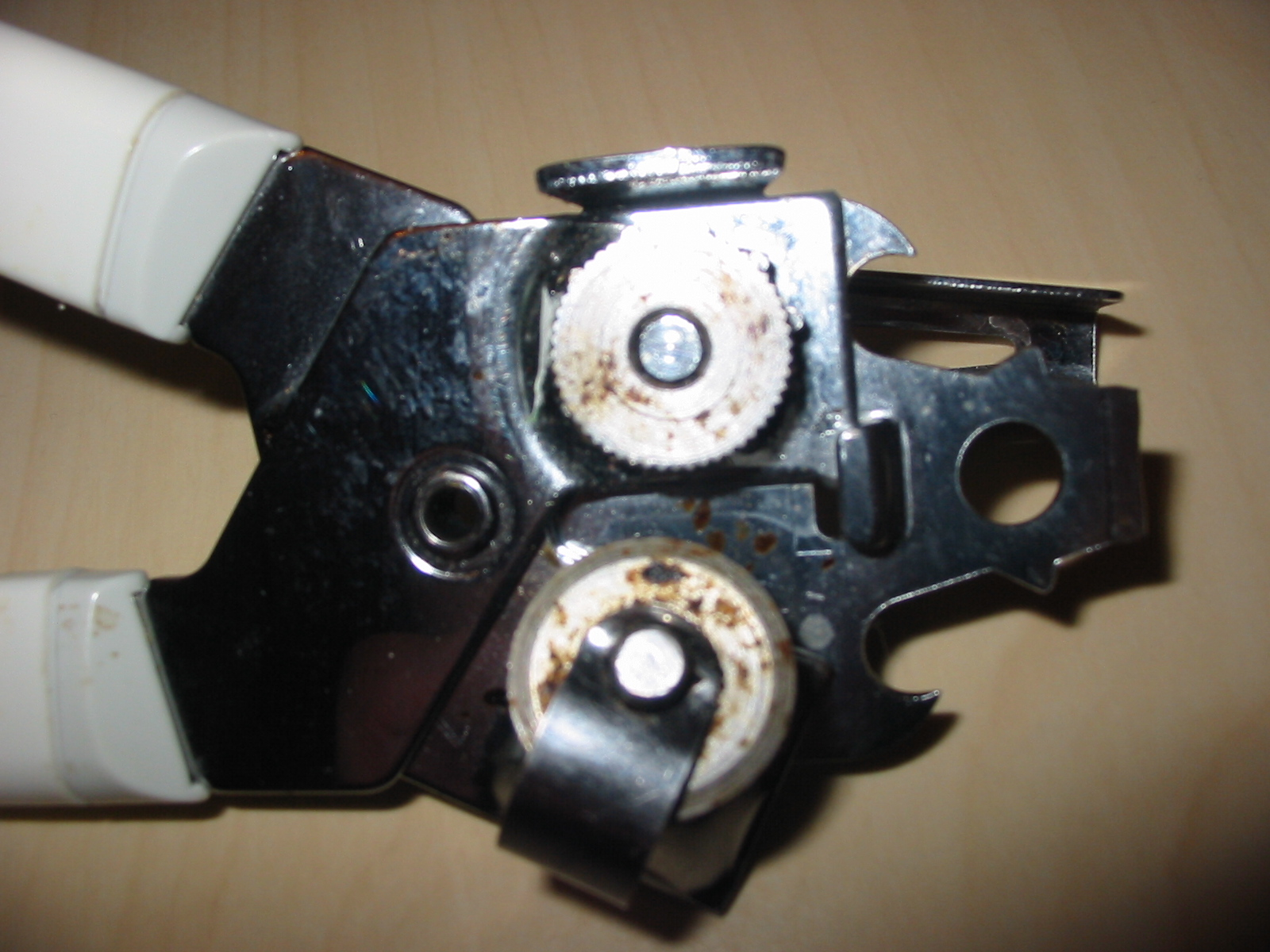
Современный консервный нож вблизи
Современный консервный нож в действии
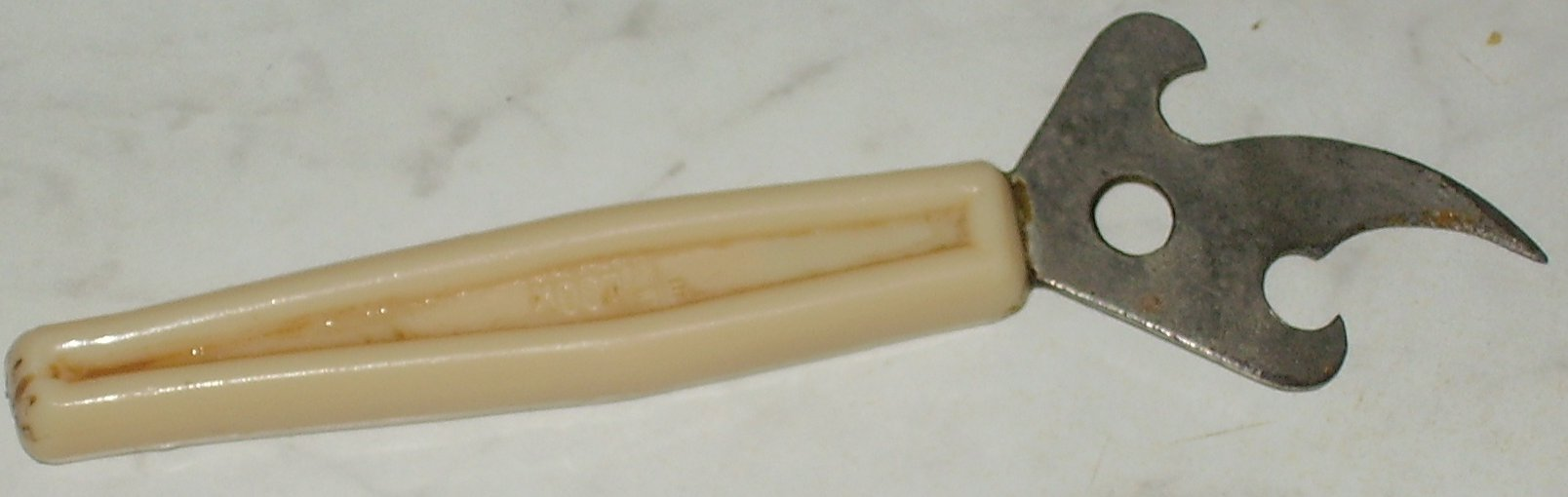
Современный консервный нож в действии
- Традиционный консервный нож
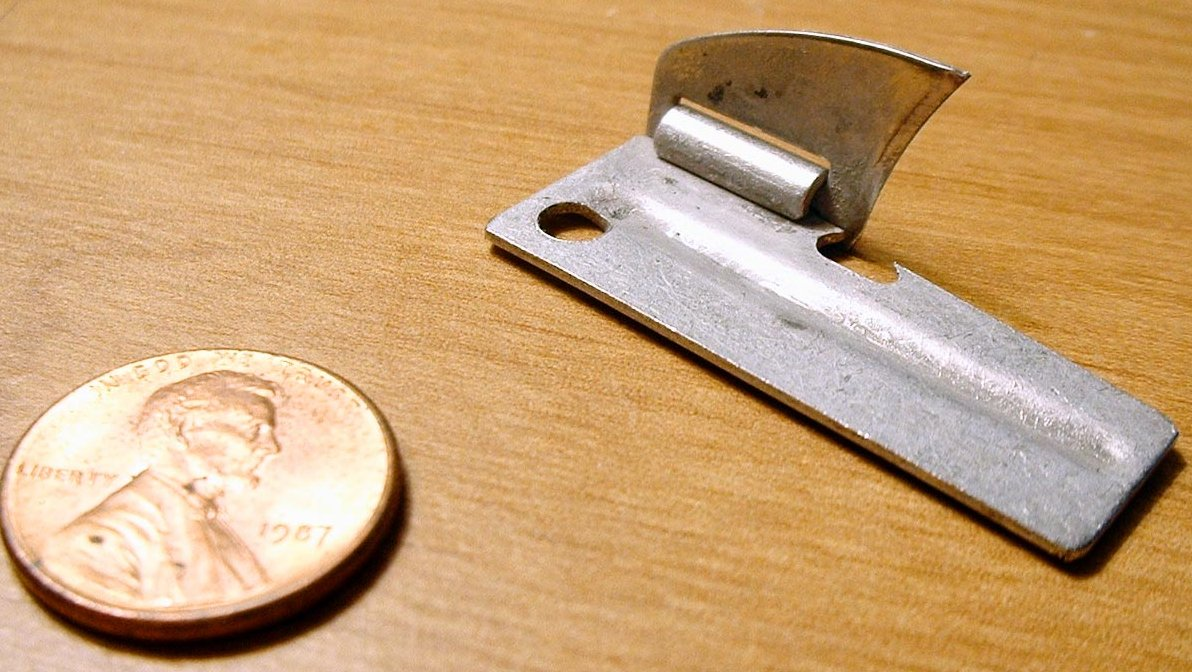
Простой американский консервный нож P-38, разработанный в 1942 году
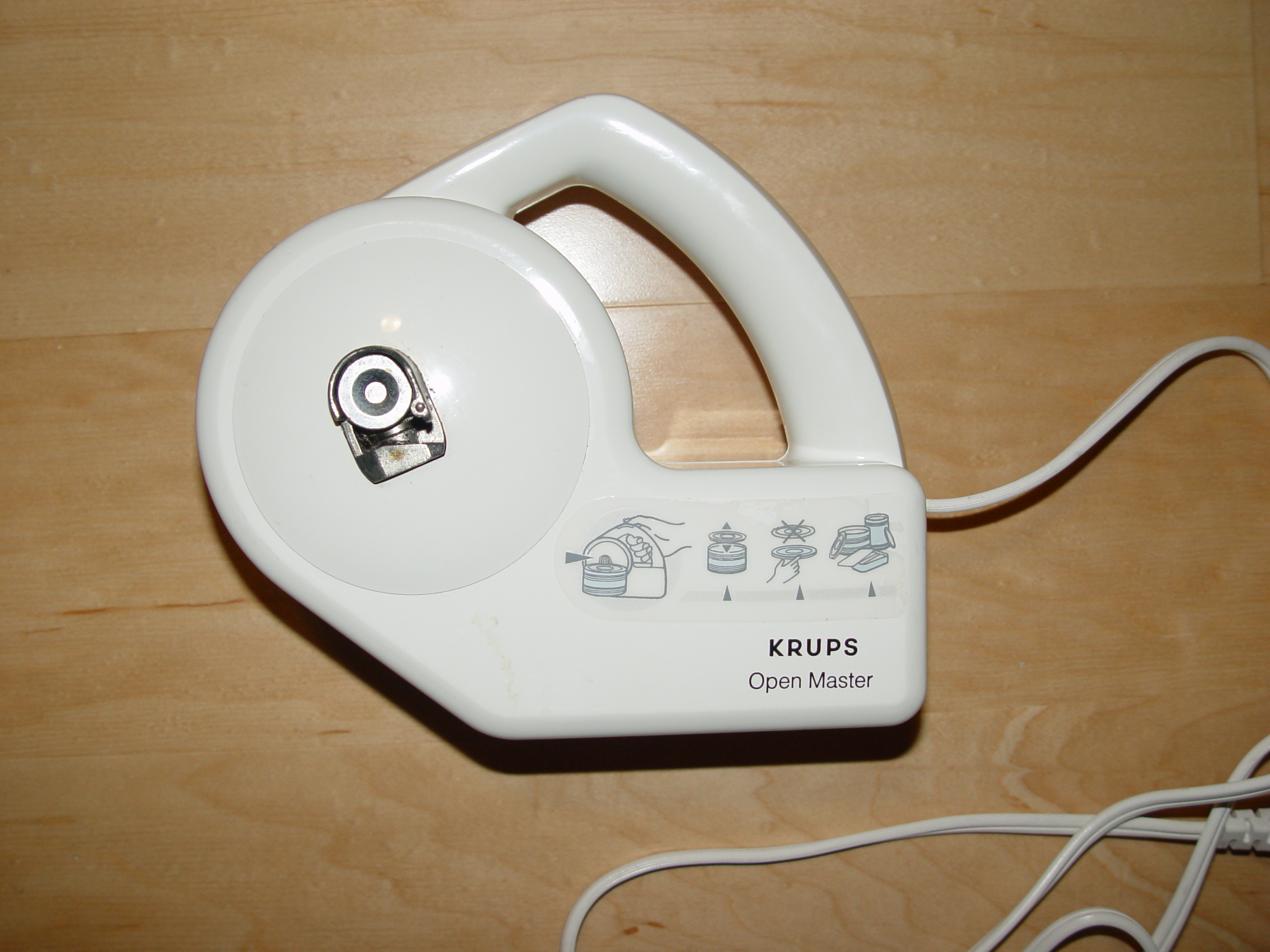
электрический консервный нож
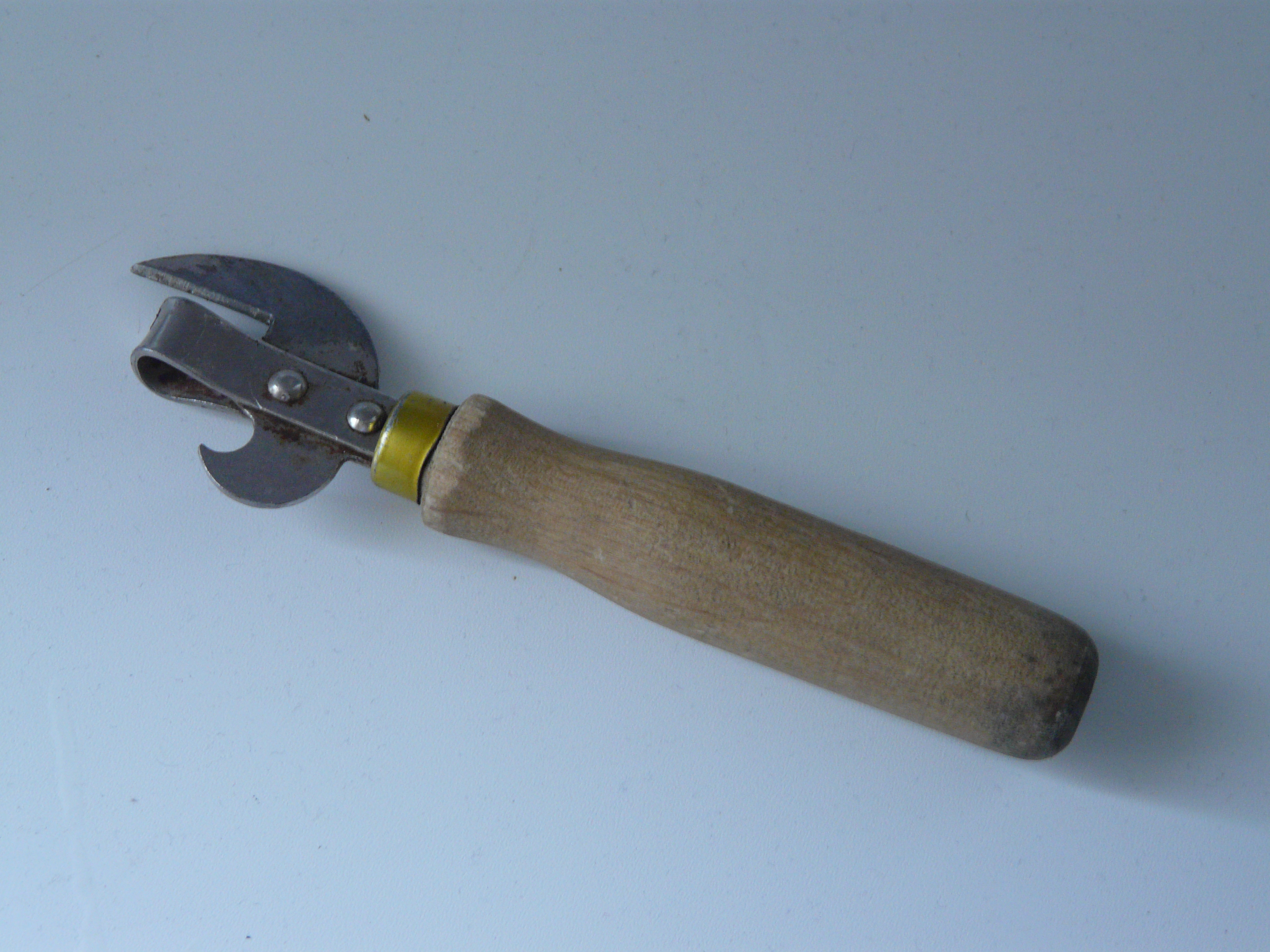
Классичиский консервный нож